# Cyankali (Film)
Cyankali ist ein Sittendrama nach einem Theaterstück von Friedrich Wolf, das für einen legalen Schwangerschaftsabbruch in sozialer Notlage plädiert. Regie führte Hans Tintner, die Hauptrolle übernahm Grete Mosheim. Die Uraufführung fand am 23. Mai 1930 in Berlin statt.

## Handlung
Berlin, Ende der 1920er Jahre. Die junge Hete Fent arbeitet als Büroangestellte in einer Fabrik. Dort ist auch ihr Verlobter, der Arbeiter Paul, angestellt. Eines Tages stellt Hete fest, dass sie schwanger ist. Ihre soziale Not – sie haben keine gemeinsame Wohnung in Aussicht – wird es sehr schwer machen, als Eltern für ihr zukünftiges Kind zu sorgen. Dennoch entscheiden sie sich für das Baby.
Als eines Tages die Arbeiter von der Fabrik ausgesperrt werden, weil sie Lohnerhöhungen eingefordert haben, zerplatzt der Traum von einer kleinen Familie endgültig. Paul ist jetzt arbeitslos und verdient kein Geld mehr. Hete versucht, einen Arzt zu finden, der bereit ist, bei ihr einen Abbruch vorzunehmen. Sie scheitert mit ihrer Suche und geht daraufhin zu einer „Engelmacherin“, die ihr Cyankali verabreicht. Doch die Dosis ist falsch portioniert, und so stirbt Hete qualvoll an einer Vergiftung.
Ihre Mutter wird daraufhin verhaftet, da sie unter dem Verdacht steht, Beihilfe zum unerlaubten Schwangerschaftsabbruch (siehe § 218) geleistet zu haben. Auch Paul und sein Freund Max, die einen Einbruch in ein Lager mit Lebensmitteln unternommen haben, um ihrem sozialen Elend zu entkommen, werden festgenommen.

## Produktionsnotizen
Hans Tintner bemerkte zu seiner Inszenierung Cyankali: „Ich habe mich in diesem Film fast sklavisch an das Theaterstück gehalten. Von den wesentlichen Szenen des Stückes habe ich das Manuskript in engster Zusammenarbeit mit dem Verfasser des Stücks, Dr. Friedrich Wolf, geschrieben. Während das Stück auf der Bühne mehr die privaten, familiären Verhältnisse einer Familie schildert, habe ich im Film die Möglichkeit gehabt, weit mehr auf die sozialen Ursachen einzugehen.“
Der Film wurde als Stummfilm begonnen, zwei Passagen am Ende markieren bereits den Übergang zum Tonfilm.
Seit der ersten Vorlage vom 13. März 1930 durchlief der höchst umstrittene Film bei der Filmzensur einen wahren Prüfungsmarathon. Immer wieder wurden neue Schnittauflagen angeordnet. Bis zur letzten Zensurprüfung am 12. Dezember 1930 erhielt „Cyankali“ stets Jugendverbot.
Helmut Schreiber, Künstlername: Kalanag, debütierte bei Cyankali als Herstellungsleiter; verliehen wurde der Film von der Deutsche Fox-Film A.G., deren Chef Regisseur Tintner war.
An der Herstellung des Films war auch der Maler Otto Nagel beteiligt, welcher mit Heinrich Zille und Käthe Kollwitz befreundet war.

## Kritiken
Die zeitgenössische Kritik widmete dem Film große Aufmerksamkeit. Hier zwei Beispiele:
Herbert Jhering schrieb im Berliner Börsen-Courier:
Cyankali „erreicht die Schärfe und Schlagkraft des Dramas nicht. Aus der Anklage wird larmoyante Milieuskizze und Mitleidsbettelei. Auch hier fehlt, noch deutlicher, die geistige Zielsetzung.“ Jherings Fazit: „Schade. Auch hier hatte man den Mut, ein gewagtes Thema zu drehen und zerstörte die Wirkung durch den Mangel an Konsequenz. Es geht etwas vor im deutschen Film. Man merkt, daß es mit alter Thematik nicht weitergeht. Man wagt etwas. Aber man macht es noch nicht richtig“.
Paul Marcus schrieb in Das 12 Uhr Blatt: „Dieser Zeit- und Zweckfilm will und soll nicht ästhetisierend bekrittelt werden. Mitten im Berliner Scheunenviertel uraufgeführt, fern aller pikanten Sensationen und Ambitionen, wirkte Friedrich Wolfs verfilmter Stoff so aufwühlend wie bei der 'Gruppe junger Schauspieler'. Nichts ist vergröbert, vielleicht etwas breiter und gedehnter; also ist die Wirkung weniger direkt, weniger revolutionär, aber um so tiefer, quälender, nachhaltiger.“ Und: „Die Regie Hans Tintners verwischte manchmal, blieb zuweilen im Althergebrachten stecken. Aber was besagt dies bei der Leistung der Mosheim, die nichts von der Stobrawa übernommen hat. Sie faßte die Rolle ganz anders auf. Lastend schon vor der Katastrophe, wuchs sie im Leid weit über den Ausbruch hinaus. Sie steigerte den Schmerz bis an die äußerste Grenze. Da ging ein Menschenkind beinahe resignierend in schmerzloses Nichts auf.“
Cyankali in der Nachkriegskritik:
In Kay Wenigers „Es wird im Leben dir mehr genommen als gegeben …“ wurde an die Begleitumstände rund um die Uraufführung der Wolf-Verfilmung erinnert: „„Cyankali“ wurde in der Öffentlichkeit heftig diskutiert, war äußerst umstritten und kam erst nach zahlreichen von der Filmzensur auferlegten Schnittvorgaben in die Lichtspielhäuser.“
Horst Knietzsch gab in Filmgeschichte in Bildern aus der sozialistischen Weltsicht der DDR folgende Stellungnahme zum Film ab: Cyankali „wurde zwar der literarischen Vorlage von Friedrich Wolf nicht gerecht, aber er war eine künstlerische Stellungnahme zum heiß diskutierten Paragraphen 218, der Schwangerschaftsunterbrechungen aus sozialen Gründen verbot. Tintner blieb auf einer bürgerlich demokratischen Position stehen. Er forderte nicht die den elenden gesellschaftlichen Verhältnissen entsprechende Möglichkeit der sozialen Indikation, sondern Geburtenregelung durch den Staat.“